# Groß-Neusiedl
Groß-Neusiedl ist eine Ortschaft und als Großneusiedl eine Katastralgemeinde der Gemeinde Waldenstein im Bezirk Gmünd in Niederösterreich mit 108 Einwohnern (Stand 1. Jänner 2024). Bis Ende 1967 war Großneusiedl eine eigenständige Gemeinde.

## Geografie
Das Dorf liegt südlich von Waldenstein an der Landesstraße L69 und wird im Osten vom Elexenbach umflossen. Am 1. April 2020 umfasste die Ortschaft 45 Adressen.

## Siedlungsentwicklung
Zum Jahreswechsel 1979/1980 befanden sich in der Katastralgemeinde Großneusiedl insgesamt 68 Bauflächen mit 32.431 m² und 22 Gärten auf 21.781 m², 1989/1990 waren es 69 Bauflächen. 1999/2000 war die Zahl der Bauflächen auf 151 angewachsen und 2009/2010 waren es 92 Gebäude auf 164 Bauflächen.

## Geschichte
Im Jahr 1822 wurde der Ort als Dorf mit 35 Häusern genannt, das nach Waldenstein eingepfarrt war, wohin auch die Kinder eingeschult wurden. Die Herrschaft Gmünd besaß die Ortsobrigkeit, übte die Landgerichtsbarkeit aus und besorgte die Konskription. Die Untertanen und Grundholde des Ortes gehörten den Herrschaften Gmünd, Pulgarn und Kirchberg am Walde sowie der Bruderschaft zu Weitra.
Laut Adressbuch von Österreich waren im Jahr 1938 in der Ortsgemeinde Großneusiedl ein Butter- und Eierhändler, ein Gastwirt, ein Schmied, ein Schuster, ein Trafikant und einige Landwirte ansässig.
Mit Wirksamkeit 1. Jänner 1968 wurden im Zuge der Niederösterreichischen Kommunalstrukturverbesserung die bis dahin selbständigen Gemeinden Großneusiedl und Albrechts nach Waldenstein eingemeindet.

## Landwirtschaft
Die Katastralgemeinde ist landwirtschaftlich geprägt. 396 Hektar wurden zum Jahreswechsel 1979/1980 landwirtschaftlich genutzt und 106 Hektar waren forstwirtschaftlich geführte Waldflächen. 1999/2000 wurde auf 386 Hektar Landwirtschaft betrieben und 113 Hektar waren als forstwirtschaftlich genutzte Flächen ausgewiesen. Ende 2018 waren 381 Hektar als landwirtschaftliche Flächen genutzt und Forstwirtschaft wurde auf 114 Hektar betrieben. Die durchschnittliche Bodenklimazahl von Großneusiedl beträgt 26 (Stand 2010).